# Bruttotid
Bruttotid er et begreb inden for motionsløbskonkurrence og skal ses i forhold til nettotid.
Bruttotid er tiden fra løbet bliver skudt i gang til sportsdeltageren er over målstregen, mens nettotiden er tiden fra sportsdeltageren passerer startlinien til sportdeltageren er i mål.  
Ved store løb med mange deltagere kan der gå betydelig tid inden alle deltagere har passeret startlinien og derfor kan der være forskel på bruttotid og nettotid.
| Sport | Spire Denne artikel om sport er en spire som bør udbygges. Du er velkommen til at hjælpe Wikipedia ved at udvide den. |